# 스웨덴의 행정 구역
스웨덴은 21개 주(스웨덴어: län 렌[*])로 구성되어 있으며 이들 주는 290개 지방 자치체(스웨덴어: kommun 콤문[*])로 나뉜다.

## 스웨덴의 주
스웨덴은 21개 주로 구성되어 있다.

## 스웨덴의 지방 자치체
스웨덴의 21개 주는 290개 지방 자치체로 나뉜다.

## 같이 보기
- 스웨덴의 지역
- 스웨덴의 지방